# Касилья, Кико
Франси́ско Каси́лья Корте́с, более известный как Кико Касилья (исп. Francisco "Kiko" Casilla Cortés; род. 2 октября 1986, Альковер, Каталония), — испанский футболист, вратарь.

## Карьера
Получил своё футбольное образование в системах «Химнастика» и «Реала», а затем начал выступать за резервные команды мадридского клуба. В них он был лишь третьим вратарём, поэтому Кико решил не продлевать контракт со «сливочными» и в 2007 году перешёл по свободному трансферу в «Эспаньол». Сезон 2007/08 он провёл в основном во второй команде, а за первую провёл четыре встречи. Его дебют в Примере состоялся 20 января 2008 года в матче против «Вальядолида» Следующие два сезона Кико провёл в аренде в «Кадисе», с которым он поднялся в Сегунду и вылетел из неё. Потом его отправили в аренду на один сезон в «Картахену». Сезоны 2011/12 и 2012/13 Кико в основном использовался в ротации «Эспаньола», а настоящим «первым номером» клуба стал только в сезоне 2013/14, сыграв в тридцати семи встречах. В июле 2015 года вернулся в «Реал» за 6 млн евро. Долгое время оставался в тени Кейлора Наваса, периодически заменяя того лишь в малозначимых играх клуба (в основном, это были кубковые матчи). 
17 января 2019 года «Лидс Юнайтед» объявил о трансфере Касильи, контракт рассчитан до лета 2023 года.
В июле 2021 года Кико вернулся в Испанию, «Лидс» отдал его «Эльче» на правах годичной аренды.

## Достижения
«Реал Мадрид»
- Чемпион Испании: 2016/17
- Обладатель Суперкубка Испании по футболу : 2017
- Победитель Лиги чемпионов УЕФА (3): 2015/16, 2016/17, 2017/18
- Обладатель Суперкубка УЕФА (2): 2016, 2017
- Победитель Клубного чемпионата мира (3): 2016, 2017, 2018
- Итого: 10 трофеев

 «Лидс Юнайтед»
- Чемпионшип Английской футбольной лиги: 2019/20